# Lotte Miller
Lotte Emilia Miller, född 25 januari 1996 i Stavanger, är en norsk triathlet.

## Karriär
I juli 2021 tävlade Miller för Norge vid OS i Tokyo, där hon slutade på 24:e plats i damernas tävling.
I juni 2023 var Miller en del av Norges lag tillsammans med Vetle Bergsvik Thorn, Casper Stornes och Solveig Løvseth som tog guld i mixstafetten vid europeiska spelen i Kraków-Małopolska.